# Bolton Castle

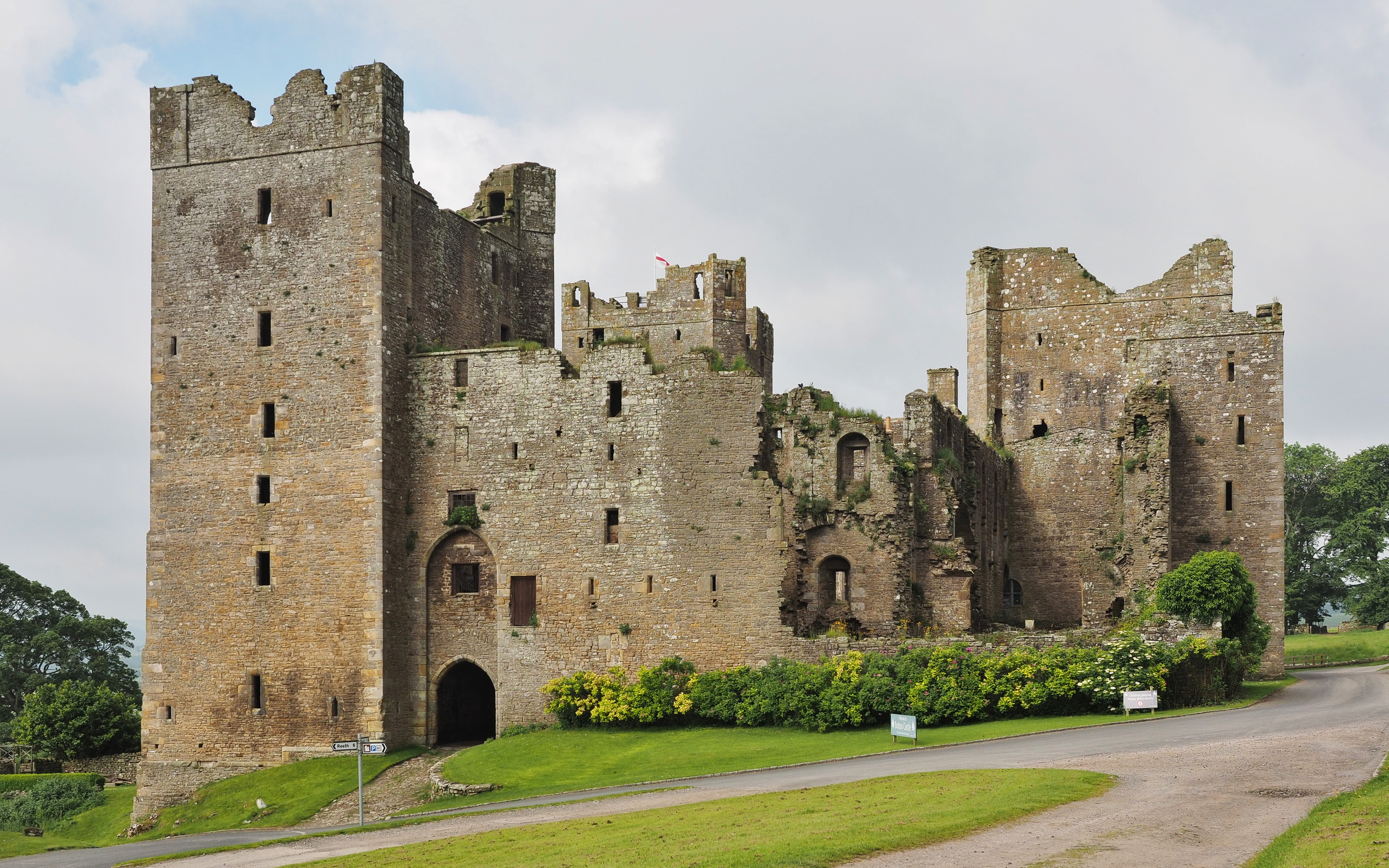
Bolton Castle, 2014

Bolton Castle ist eine Kastellburg in Wensleydale in den Yorkshire Dales der nordenglischen Grafschaft North Yorkshire.
Richard le Scrope ließ die Burg zwischen 1378 und 1399 errichten. Nachkommen der Scrope-Familie – die Lords Bolton – besitzen es auch heute noch, wohnen aber seit 1678 auf Bolton Hall.
Bolton Castle ist eine sehr kompakte Anlage. Die um den Innenhof angeordneten Wohngebäude sind drei Stockwerke hoch, während die vier Ecktürme ursprünglich fünf Stockwerke hoch waren. Die Burg war also recht stark befestigt. Allerdings waren keine flankierenden Tortürme oder eine Zugbrücke vorhanden.

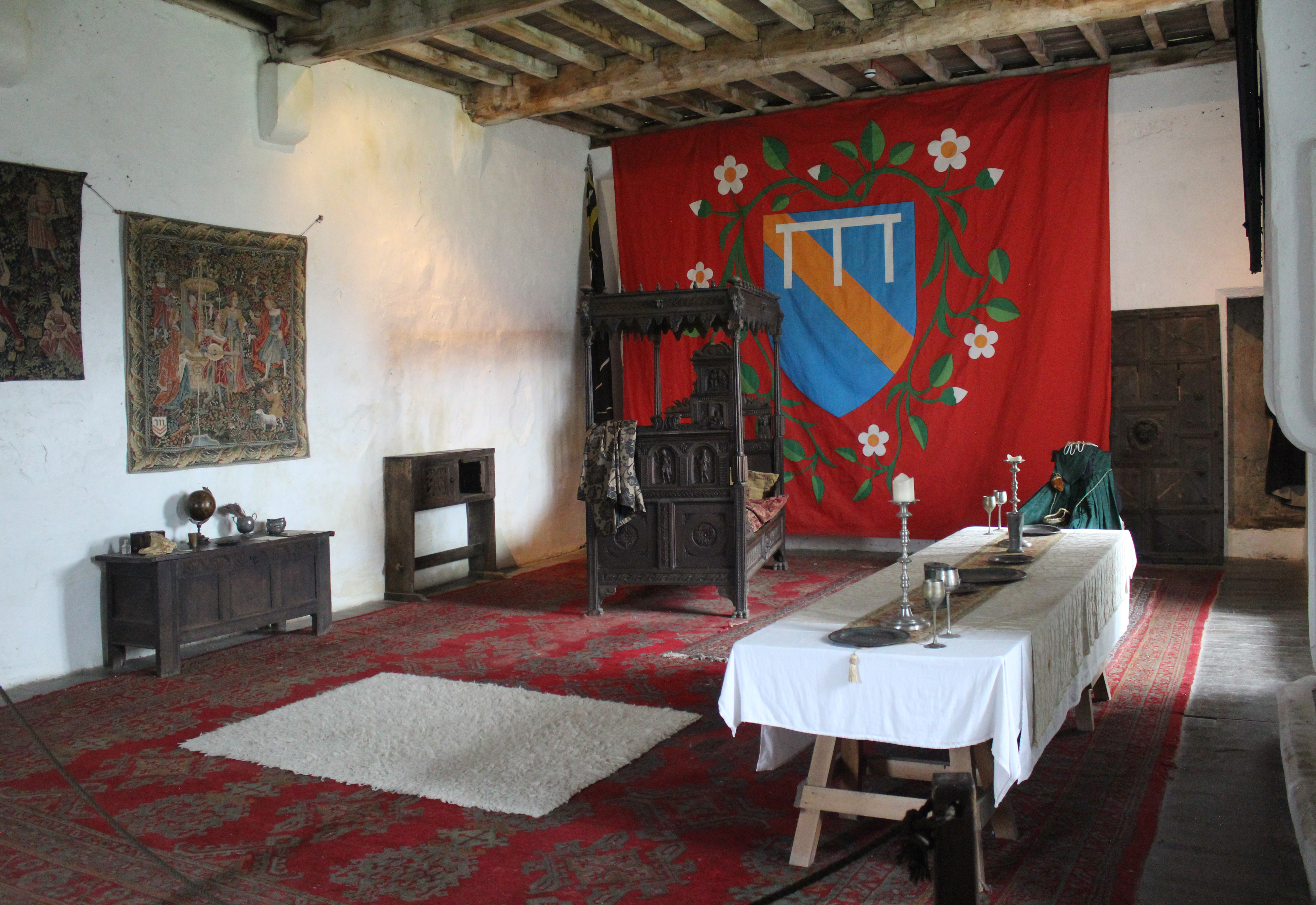
Schlafkammer von Mary in Bolton Castle, wo sie 1568 gefangen gehalten wurde

Die Burg ist vor allem bekannt als Ort, an dem die schottische Königin Maria Stuart 1568 ein halbes Jahr lang gefangen gehalten wurde. Francis Knollys, der dort die flüchtige Maria Stuart auf Weisung von Elisabeth I. unterbrachte, äußerte: „The highest walls of any house he had seen“.
Bolton Castle war auch Drehort für Historienfilme wie z. B. Ivanhoe – Der schwarze Ritter, Elizabeth und Heartbeat sowie der Fernsehserie Der Doktor und das liebe Vieh.
Unmittelbar nördlich der Burgruine befindet sich die Kirche St Oswald aus dem 14. Jahrhundert.